# Reality Winner
Reality Winner (Alice, Texas) es una exmilitar estadounidense de las Fuerzas Aéreas de los Estados Unidos y ex traductora de la  Agencia de Seguridad Nacional (NSA). En 2018 fue condenada a la pena de prisión más larga impuesta hasta la fecha, por divulgar información gubernamental a los medios de comunicación, tras filtrar un informe de inteligencia sobre la injerencia rusa en las elecciones estadounidenses de 2016. Fue condenada a cinco años y tres meses de prisión federal.
El 3 de junio de 2017, mientras trabajaba para el contratista militar Pluribus International Corporation, Winner fue detenida como sospechosa de filtrar un informe de la Agencia Nacional de Seguridad (NSA) al sitio web de noticias The Intercept. El informe indicaba que unos hackers rusos accedieron a los registros de votantes de Estados Unidos mediante una operación de suplantación de identidad por correo electrónico, aunque no estaba claro si se habían realizado cambios.
El mal manejo del material por parte de The Intercept la delató como la fuente y provocó su arresto. Tras denegársele dos veces la libertad bajo fianza, Winner fue recluida en la cárcel del condado de Lincoln en Georgia.El 23 de agosto de 2018, Winner fue condenada por «extraer material clasificado de una instalación gubernamental y enviarlo por correo a un medio de comunicación» y sentenciada a cinco años y tres meses de prisión como parte de un acuerdo de culpabilidad.Fue encarcelada en el Centro Médico Federal de Carswell en Fort Worth, Texas, y puesta en libertad en un centro de transición el 2 de junio de 2021.

## Infancia y juventud
Winner nació en Texas, hija de Billie y Ronald Winner. Su padre eligió su inusual nombre. Creció en Kingsville, Texas, y asistió a la H. M. King High School, donde estudió latín, aprendió árabe en su tiempo libre y jugó en los equipos de fútbol y tenis.
La influencia de su padre en sus primeros años moldeó ampliamente la visión del mundo de Winner sobre muchos temas, como la política, la historia, la filosofía y la religión. Tras los atentados del 11 de septiembre, mantuvo intensas discusiones con su padre sobre geopolítica e islam y decidió aprender árabe.

## Carrera profesional
Winner sirvió en las Fuerzas Aéreas de los Estados Unidos de 2010 a 2016, alcanzando el rango de aviador superior (un grado salarial E-4) con el 94.º Escuadrón Inteligencia. Tras dos años de formación lingüística y de inteligencia, fue destinada a Fort Meade, Maryland.Trabajó como lingüista que hablaba persa, así como dari y pashto, las dos lenguas oficiales de Afganistán.  Asignada al programa de aviones no tripulados, escuchó conversaciones extranjeras interceptadas para proporcionar a las fuerzas estadounidenses información de inteligencia. Winner recibió el reconocimiento de la Fuerza Aérea con una medalla por «ayudar en 650 capturas de enemigos, 600 enemigos muertos en acción e identificar 900 objetivos de alto valor». 
Un mes después de su baja honorable del Ejército del Aire en noviembre de 2016, Winner se mudó a Augusta, Georgia, donde dio clases en un gimnasio de crossfit y en un estudio de yoga. Winner solicitó trabajo en una ONG en Afganistán, con la esperanza de aplicar sus conocimientos de pastún con los refugiados. Sin embargo, su búsqueda de empleo en el extranjero se vio frustrada por carecer de estudios postsecundarios pues seguía teniendo una habilitación de alto secreto y seguridad, por lo que fue contratada por Pluribus International Corporation, una pequeña empresa que presta servicios por contrato a la Agencia de Seguridad Nacional. El 13 de febrero de 2017, Pluribus la asignó a trabajar en Fort Gordon, una base del Ejército de EE. UU. cerca de Augusta, donde ya había estado destinada en el Ejército del Aire.

## Divulgación del documento clasificado
Asignada para traducir documentos relacionados con el programa aeroespacial iraní al persa, Winner era empleada de Pluribus International Corporation en el momento de su detención. Winner se encontró con un único documento clasificado que posteriormente envió por correo de forma anónima a The Intercept. Winner declaró al programa de la CBS 60 Minutes que había filtrado el material clasificado porque pensaba que se estaba engañando intencionadamente a los estadounidenses sobre las medidas activas de Rusia para influir en el resultado de las elecciones presidenciales de Estados Unidos de 2016.

## Detención
Cuando los agentes del FBI llegaron a su casa el 3 de junio de 2017, Winner no insistió en consultar a un abogado y los agentes no le informaron de sus derechos  cuando fue detenida. Durante el registro de su casa y el interrogatorio inicial, Winner declaró que «no intentaba ser una Snowden ni nada parecido».
El Departamento de Justicia anunció su detención el 5 de junio, antes incluso de que The Intercept publicara el artículo que se basaba en las filtraciones. El informe de The Intercept describía los intentos militares rusos de interferir en las elecciones presidenciales de 2016 mediante el hackeo de un proveedor de software de votación de EE. UU. y el envío de correos electrónicos de phishing a más de 100 funcionarios electorales locales pocos días antes de las elecciones del 8 de noviembre. La historia se basaba en un documento de alto secreto de la Agencia de Seguridad Nacional (NSA) del 5 de mayo de 2017 que se filtró de forma anónima.
Julian Assange, el fundador de WikiLeaks, pidió al público que apoyara a Winner, ofreciendo una recompensa de 10 000 dólares por información sobre un reportero de The Intercept que supuestamente había ayudado al Gobierno de EE. UU. a identificar a Winner como la filtradora. Assange escribió en Twitter que «Winner no es Clapper o Petraeus con "inmunidad de élite". Es una joven contra la pared por hablar con la prensa».

## Papel deThe Intercept
The Intercept envió copias de los documentos a la NSA el 30 de mayo para confirmar su veracidad y esta lo notificó al FBI. Según la revista Vice, un informe del FBI afirmaba que los documentos «parecían estar doblados y/o arrugados, lo que sugiere que habían sido impresos y transportados a mano fuera de un espacio seguro». A través de una auditoría interna, la NSA determinó que Winner era uno de los seis trabajadores que habían accedido a los documentos concretos de su sistema clasificado, pero solo su ordenador había estado en contacto con The Intercept mediante una cuenta de correo electrónico personal. El 3 de junio, el FBI obtuvo una orden de registro de los dispositivos electrónicos de Winner y esta fue detenida.
Tanto periodistas como expertos en seguridad han sugerido que el tratamiento de los documentos por parte de The Intercept, que incluía la publicación de los documentos sin editar y la inclusión de los puntos de seguimiento de la impresora, se utilizó para identificar a Winner como responsable de la filtración.En octubre de 2020, el cofundador y editor de The Intercept, Glenn Greenwald, escribió que Winner le había enviado documentos a la redacción de The Intercept en Nueva York sin solicitar específicamente a ningún periodista que trabajara en ellos. Calificó su exposición como un «fallo profundamente embarazoso de la redacción» resultado de la «rapidez e imprudencia» de la que se le culpó públicamente «a pesar de no tener ninguna responsabilidad» en ello. Dijo que la redactora jefa, Betsy Reed, «supervisó, editó y controló esa historia». Una revisión interna realizada por The Intercept sobre su gestión del documento facilitado por Winner concluyó que sus «prácticas no estaban a la altura de los estándares a los que nos atenemos».
John Kiriakou, exagente de la NSA y Joseph Hickman, exprisionero de Guantánamo, han acusado al mismo periodista, Matthew Cole, de revelar la identidad de Winner, de desempeñar un papel en su denuncia, que, en el caso de Kiriakou, le llevó a prisión.

## Fiscalía
Winner fue acusada de «retirar material clasificado de una instalación gubernamental y enviarlo por correo a un medio de comunicación». El 8 de junio de 2017, se declaró inocente de un cargo de «retención y transmisión intencionadas de información de defensa nacional» y se le denegó la libertad bajo fianza. Los fiscales alegaron que podría haber estado relacionada con otras filtraciones de información clasificada y que podría intentar huir del país si quedaba en libertad.
Los abogados del Departamento de Justicia también argumentaron que no se debía permitir a su equipo de defensa discutir ninguna información clasificada, aunque fuera en noticias publicadas por los medios de comunicación.
El juez de primera instancia de EE. UU. que presidió la vista de la fianza de Winner, Brian Epps, dijo: «Parece tener fascinación por Oriente Próximo y el terrorismo islámico», y citó sus escritos: «Es una visión cristiana tener un estado islámico fundamentalista». Los agentes federales habían encontrado su diario durante un registro en su casa, en el que supuestamente expresaba su apoyo a líderes talibanes y a Osama bin Laden, así como su deseo de quemar la Casa Blanca.
Sin embargo, en su audiencia de libertad bajo fianza, uno de los fiscales dijo: «El gobierno no está sugiriendo de ninguna manera que la acusada se haya convertido en una yihadista o que sea simpatizante de los talibanes».
El 29 de agosto de 2017, los abogados de Winner presentaron una moción ante el tribunal de distrito para suprimir sus declaraciones a las fuerzas de seguridad, argumentando que no se leyeron sus derechos antes de ser interrogada por el FBI el 3 de junio. El 5 de octubre de 2017, Epps denegó una segunda petición de sus abogados defensores para que se fijara una fianza. El diciembre de 2017, The Intercept informó que al equipo de defensa de Winner se le permitió discutir el caso con ella, incluidos sus aspectos clasificados, en una Sensitive Compartmented Information Facility (SCIF). First Look, la empresa matriz de The Intercept, ayudó a financiar su defensa y, en septiembre de 2020, seguía pagando sus facturas legales.
El 31 de enero de 2018, el Tribunal de Apelaciones de EE. UU., el Court of Appeals for the Eleventh Circuit, confirmó una orden de un tribunal inferior que impedía a Winner pagar la fianza, y determinó que ninguna combinación de condiciones podría garantizar su presencia en el juicio, por lo que decidió que permaneciera en prisión hasta su juicio, previsto para el 15 de octubre de 2018.
Representantes de Coraje para resistir, la Electronic Frontier Foundation y la Freedom of the Press Foundation formaron la campaña «Stand with Reality» con el objetivo de «concienciar a la opinión pública» para garantizar que Reality Winner recibiera un juicio justo. Billie Winner-Davis, madre de Reality Winner, pidió a los ciudadanos que se unieran a la campaña.
El 21 de junio de 2018, Winner solicitó al tribunal que le permitiera cambiar su declaración de culpabilidad. El 26 de junio, se declaró culpable de un cargo de felonía por la transmisión de información de defensa nacional. El acuerdo de culpabilidad con los fiscales contemplaba que cumpliera cinco años y tres meses de prisión, seguidos de tres años de libertad supervisada. Nadie ha recibido nunca una condena más larga por filtrar información clasificada a un medio de comunicación.

## Condena y confinamiento
El 23 de agosto de 2018, Winner fue condenada a los cinco años y tres meses de prisión por violar la Ley de Espionaje de 1917. Los fiscales afirmaron que su condena, 63 meses de prisión, era la más larga impuesta nunca en un tribunal federal por la divulgación no autorizada de información gubernamental a los medios de comunicación.
En su sentencia, Winner dijo al juez: «Mis acciones fueron una cruel traición a la confianza que mi nación depositó en mí. » The New York Times informó: «Según el acuerdo de culpabilidad, la Sra. Winner será trasladada a la Oficina Federal de Prisiones, Centro Médico Federal Carswell, en Fort Worth (Texas), donde podrá recibir tratamiento para la bulimia y estar relativamente cerca de su familia».
El 24 de agosto de 2018, el presidente Donald Trump tuiteó: «Una excontratista de la NSA pasará 63 meses en la cárcel por información clasificada». ¡Vaya, esto es poca cosa comparado con lo que hizo Hillary Clinton! Es tan injusto, Jeff, es como aplicar una doble vara de medir». Winner agradeció el apoyo de Trump: «No puedo agradecérselo lo suficiente».Titus Nichols, abogado de Winner, calificó el tuit de «bizarro» y afirmó que se trataba simplemente de Trump «apuntando a Jeff (Jeff Sessions, fiscal general)». El 31 de agosto, Winner dijo que pediría clemencia a Trump a raíz de su tuit y añadió que su equipo legal ya estaba trabajando en su solicitud de indulto.
En 2019, The Guardian comparó el caso de Winner con los de Daniel Everette Hale y Henry Kyle Frese.
El 24 de abril de 2020, un juez federal rechazó la petición de Winner de conmutar los 19 meses restantes de su condena de 63 meses y ser puesta en libertad con reclusión domiciliaria debido a la pandemia de COVID-19. Su abogado argumentó que su historial de enfermedades respiratorias y su sistema inmunológico comprometido por la bulimia la hacían muy vulnerable al virus. Dos reclusas habían dado positivo antes de que Winner fuera trasladada al centro médico federal, donde, según los términos de su acuerdo de culpabilidad de junio de 2018, fue alojada para tratar sus necesidades especiales.
Inmediatamente fue puesta en cuarentena y no llegó a afectar a la población general. El Gobierno insistió en que la Oficina de Prisiones (BOP) «ha tomado medidas extraordinarias para mitigar el peligro y está adoptando precauciones para proteger la salud de los reclusos y del personal de la BOP». El juez consideró que Winner no agotó sus recursos administrativos a través de la BOP, que, según él, es el único organismo competente para concederle la libertad por motivos humanitarios. Winner dio positivo por COVID-19 en julio de 2020. El 13 de septiembre de 2020, Winner se estaba recuperando del coronavirus, aunque seguía teniendo dificultades respiratorias ocasionales.

## Excarcelación
El 2 de junio de 2021, Winner fue trasladada de prisión a un centro transitorio, el Centro de Gestión Residencial de Reingreso de San Antonio (Texas), según Alison Grinter Allen, su abogada.  Allen afirma que Winner abandonó la prisión antes de tiempo gracias a su «buen comportamiento» durante su estancia y no debido a la libertad por razones humanitarias de salud.

## En la cultura popular
En 2019, Tina Satter puso en escena la obra Is This a Room?, basada en la transcripción de la entrevista de Winner por el FBI. La obra se estrenó en el Festival Noorderzon 2019 de Groningen (Países Bajos), y posteriormente, se presentó en el Vineyard Theatre de la ciudad de Nueva York. La obra se representó en Broadway en el Lyceum Theater, estrenándose el 10 de octubre de 2021 y cerrándose el 27 de noviembre. Winner no participó en la producción durante su primera temporada en Off-Broadway y no pudo ver la producción de Broadway debido a que seguía bajo arresto domiciliario. Sin embargo, habló con el equipo creativo tras salir de la cárcel y asistió por videoconferencia al estreno.
El 29 de marzo de 2019, la banda de rock estadounidense Son Volt lanzó su noveno álbum de estudio, Union, que contiene el tema «Reality Winner», cuya letra alude directamente a la difícil situación de Winner.
Un fragmento de Is this a Room se emitió en el episodio del 13 de marzo de 2020 de This American Life.
En marzo de 2021 se estrenó el documental Estados Unidos contra Reality Winner, dirigido por Sonia Kennebeck, en el festival South by Southwest.
Su historia apareció en el episodio del 21 de abril de 2021 de la serie TBS Full Frontal with Samantha Bee, así como en el del 5 de diciembre de 2021 de la serie CBS 60 Minutes.
El 29 de mayo de 2023, HBO estrenó Reality, una adaptación cinematográfica de Is this a Room?, protagonizada por Sydney Sweeney como Winner, junto a Josh Hamilton y Marchánt Davis. Tina Satter y James Paul Dallas adaptaron el guion, con Satter dirigiendo en su debut en el largometraje. La película se estrenó en el Festival Internacional de Cine de Berlín en febrero de 2023.
En 2024, Susanna Fogel dirigió una película biográfica de humor negro sobre la vida de Winner titulada Winner, basada en un guion de Kerry Howley, con Emilia Jones interpretando a Winner.